# Jan Janssen
Jan Janssen (Nootdorp, Pijnacker-Nootdorp, Holanda del Sud, 19 de maig de 1940) va ser un ciclista neerlandès, que fou professional entre 1962 i 1972, durant els quals va aconseguir 57 victòries.
De jove va voler dedicar-se al futbol però, a causa de la miopia i a les ulleres que portava, va canviar d'esport i es va dedicar al ciclisme. Va obtenir, ja a les categories inferiors, una gran quantitat de victòries i llocs d'honor.
Després de ser 3r en el Tour de l'Avenir, va passar a professionals el juliol de 1962 i va aconseguir la seva primera victòria en el Campionat de Zúric.
Es tractava d'un corredor veloç en l'esprint, com demostren les seves tres victòries en la classificació per punts del Tour de França i les dues en la Volta a Espanya. Tanmateix, també se sentia còmode quan la carretera començava a pujar.
El 1963 va obtenir places d'honor en proves de la categoria com la París-Roubaix, la Fletxa Valona o el Campionat del Món, i va abandonar al Tour de França després d'haver guanyat dues etapes.
El 1964 va aconseguir la seva primera gran victòria, en guanyar el Campionat del món en ruta. Al Tour, a més de dues etapes i la classificació per punts, va quedar en 24a posició. En anys posterior seria 9è, 2n, 5è i, per fi, vencedor de la ronda gal·la el 1968.
El 1967 va guanyar entre d'altres la Volta a Espanya, la París-Roubaix i tres etapes de la Volta a Catalunya. Va participar en uns Jocs Olímpics.

## Palmarès en ruta
- 1960
  - 1r a la Ronda van Midden-Nederland
- 1961
  - 1r a la Volta a Holanda del Nord
  - 1r a la Volta a Limburg
  - Vencedor d'una etapa al Tour de l'Avenir
- 1962
  - 1r al Campionat de Zúric
  - Vencedor d'una etapa a l'Olympia's Tour
  - Vencedor de 3 etapes al Tour de l'Avenir
- 1963
  - Vencedor de 2 etapes al Midi Libre
  - Vencedor d'una etapa a la Volta a Bèlgica
  - Vencedor d'una etapa al Tour de França
- 1964
  -  Campió del Món de ciclisme
  - 1r a la París-Niça i 1r de la classificació per punts
  - Vencedor de 2 etapes al Tour de França i  1r de la classificació per punts
- 1965
  - 1r a la Volta als Països Baixos i vencedor de 2 etapes
  - Vencedor d'una etapa al Tour de França i  1r de la classificació per punts
  - Vencedor d'una etapa al Midi Libre
  - Vencedor d'una etapa al Dauphiné Libéré i 1r de la classificació per punts
  - Vencedor d'una etapa de la París-Niça
- 1966
  - 1r a la Bordeus-París
  - 1r a la Fletxa Brabançona
- 1967
  - Super Prestige Pernod International
  - 1r a la París-Roubaix
  -  1r a la Volta a Espanya, vencedor d'una etapa i  1r de la classificació per punts
  - 1r a la París-Luxemburg
  - 1r a la Niça-Gènova
  - 2n al Campionat del Món de ciclisme
  - Vencedor d'una etapa al Tour de França i  1r de la classificació per punts
  - Vencedor de 3 etapes a la Volta a Catalunya
- 1968
  - 1r al Tour de França i vencedor de 2 etapes
  - Vencedor de 2 etapes a la Volta a Espanya i  1r de la classificació per punts
  - Vencedor d'una etapa a la París-Niça
- 1969
  - 1r a la Volta a Mallorca i vencedor d'una etapa
  - 1r al Gran Premi d'Isbergues
  - Vencedor d'una etapa a la París-Niça
- 1970
  - Vencedor d'una etapa a la París-Niça
  - Vencedor d'una etapa a la Volta al País Basc

### Resultats al Tour de França
- 1963. Abandona (10a etapa). Vencedor d'una etapa
- 1964. 24è de la classificació general. Vencedor de 2 etapes.  1r de la classificació per punts
- 1965. 9è de la classificació general. Vencedor d'una etapa.  1r de la classificació per punts
- 1966. 2n de la classificació general
- 1967. 5è de la classificació general. Vencedor d'una etapa.  1r de la classificació per punts
- 1968. 1r de la classificació general. Vencedor de 2 etapes
- 1969. 10è de la classificació general
- 1970. 26è de la classificació general

### Resultats a la Volta a Espanya
- 1967. 1r de la classificació general. Vencedor d'una etapa.  1r de la classificació per punts
- 1968. 6è de la classificació general. Vencedor de 2 etapes.  1r de la classificació per punts

## Palmarès en pista
- 1965
  - 1r als Sis dies d'Anvers (amb Peter Post i Klaus Bugdahl)
- 1966
  - 1r als Sis dies d'Anvers (amb Peter Post i Fritz Pfenninger)
- 1967
  - 1r als Sis dies d'Anvers (amb Peter Post i Fritz Pfenninger)
  - 1r als Sis dies de Madrid (amb Gérard Koel)
- 1968
  - 1r als Sis dies d'Amsterdam (amb Klaus Bugdahl)
- 1970
  - 1r als Sis dies de Groningen (amb Peter Post)